# LiveCode

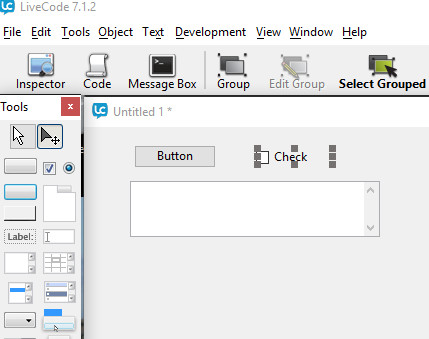
interface de LiveCode

LiveCode es un entorno de Desarrollo Rápido de Aplicaciones y de lenguaje de programación, el cual fue lanzado por la sociedad LiveCode, ltd. en 2001, e inicialmente recibía el nombre de "Revolution".
Este entorno es multiplataforma, ya que se encuentra disponible en varias plataformas; actualmente en Android, IOS, MacOS, Windows 95 a Windows 10, Raspberry Pi, y diversas variaciones de Unix, incluidas Linux, Solaris y BSD.
Además, los usuarios no necesitan ser expertos en lenguaje de programación, ya que LiveCode funciona de manera typeless; es decir, mediante un único código fuente. De esta forma, permite a los desarrolladores crear una amplia gama de aplicaciones para diversos sistemas operativos sin tener que transcribir los lenguajes especializados de cada uno. Este tipo de lenguaje se llama LiveCode Script (inicialmente MetaTalk), y forma parte de la familia de lenguajes de programación XTalk, como HyperTalk de HyperCard. Éste tiene integrados unos 2950 términos de lenguaje y palabras clave, y puede ampliarse con bibliotecas externas escritas en C y otros lenguajes de bajo nivel. 
LiveCode consta de un Constructor de interfaz gráfica, que elimina la necesidad de aprender a acceder a las interfaces de programación individuales para cada sistema operativo. También incluye las herramientas necesarias para desarrollar aplicaciones anónimas o en segundo plano, y permite crear aplicaciones móviles, de software de escritorio y de servidor/CGI . 
El entorno tiene una programación dirigida por eventos; es decir, dado que las aplicaciones están impulsadas por las acciones del usuario, LiveCode observa constantemente el ordenador intentando identificar acciones comunes (cómo hacer clic en un botón) y las clasifica como eventos, enviando un mensaje cada vez que sucede uno de estos eventos. Este mensaje tiene la función de colocar códigos de programación dentro del objeto más relevante de la acción (como por ejemplo el botón), indicándole cómo debe responder cuando se hace clic en él. Así pues, los desarrolladores pueden escoger qué eventos serán definitivos para cada objeto..Además, la programación de LiveCode está basada en objetos; esto significa que los objetos de la aplicación (por ejemplo los campos de texto, los menús o los botónes) se crean antes de adjuntarles el código para que éstos respondan al evento deseado.  

## Historia
Inspirado por HyperCard, LiveCode fue lanzado el 11 de julio de 2001 por la sociedad actualmente llamada LiveCode, ltd. (inicialmente Cross Worlds Computing y Runtime Revolution), la cual fue fundada en 1997 por Kevin Miller y tiene su sede en Edimburgo, Escocia.  
En sus inicios, el entorno se bautizó como “Revolution” y se basó en la tecnología de MetaCard, hasta que en 2003 Runtime Revolution la adquirió de MetaCard Corporation, obteniendo así el control sobre todos los aspectos de la tecnología y la dirección comercial del producto.  Revolution fue reconocido por los nombres Transcript y RevTalk durante los años siguientes, y en noviembre de 2010 fue renombrado "LiveCode", nombre que conserva en la actualidad.  A consecuencia del éxito de la plataforma, en marzo de 2015, la compañía fue renombrada "LiveCode, Ltd." para unificar el nombre de la empresa con el producto. 
Desde su creación, LiveCode fue modernizándose constantemente gracias a la instauración de múltiples versiones, pero la primera versión que se publicó en la web informando de las novedades se lanzó en 2009.
Inicialmente, LiveCode sólo se ejecutaba en Android, MacOS Windows 95 en Windows 10, Raspberry Pi, y diversas variaciones de Unix, incluidas Linux, Solaris y BSD . No fue hasta diciembre de 2010, que se lanzó la versión para IOS ( IPhone e IPad ). 
A partir de este momento, se siguieron publicando múltiples versiones que servían para mejorar el entorno, añadiendo nuevas funciones tanto para Android como para IOS, y eliminando los errores informáticos. Pero no fue hasta el abril de 2013 que se realizó un cambio importante, publicándose la primera versión de código libre/abierto, llamada "LiveCode Community Edition 6.0", después de una exitosa campaña de micromecenazgo en Kickstarter . El 24 de junio del mismo año, la base del código se relicenció y LiveCode se lanzó, por primera vez, como software oficialmente libre y abierto; es decir, gratuito.  
El 12 de marzo de 2015 se publicó la versión 8.0, la cual también supuso una importante mejora para la plataforma, ya que incluyó un nuevo lenguaje de desarrollo que funcionaba de manera paralela, conocido como "LiveCode Builder", el cual era capaz de crear nuevos tipos de objetos llamados "widgets". En las anteriores versiones, el conjunto de objetos era fijo y sólo podía mejorarse mediante el uso de lenguajes procedimentales ordinarios (como C). Este nuevo lenguaje, que se ejecutaba en su propio IDE, era una desviación del funcionamiento de xTalk, ya que permitía la mecanografía de variables. No obstante, el lenguaje de programación inicial (LiveCode Script) y el de la nueva versión (LiveCode Builder) se integraron totalmente y, aparte de incorporar la capacidad de crear nuevos objetos, LiveCode se desarrolló de forma normal, dentro del IDE establecido. 
Poco tiempo después; más concretamente el 31 de agosto de 2015 en Estados Unidos, la segunda campaña de micromecenazgo realizada, la cual tenía el propósito de llevar HTML 5 a LiveCode, alcanzó los objetivos de financiación de casi 400.000 dólares. Así pues, el lanzamiento de LiveCode 8.0 DP4 fue el primero en incluir una opción de despliegue independiente a HTML5 . 
Actualmente, la última versión estable de LiveCode es la 9.6.10, lanzada el 29 de agosto de 2023.